# ピンアップトリオ
ピンアップトリオは、昭和40年代に活躍した音楽ショウ。 

## 芸風
ピンアップ敦子は荒川ラジオ坊の娘で、幼少時から父の率いる一座で音楽ショウや漫才を披露していた。1962年に本格的にトリオを結成。主に千日劇場で活動していたが、劇場閉鎖に伴い解散。トリオ解散後、敦子は何人か相方を替え漫才を続けたが、芸能マネージャーに転身した。

## メンバー
第1期
3人の芸名を合わせると「雪月花」になる
- ピンアップ敦子(白華月子)（1944年 - ）本名：久川敦子。

高知県出身、祖父が初代荒川ラジオ門下の荒川久菊、祖母が荒川高子、父が荒川ラジオ坊という芸人一家に育つ。
2歳で父の一座に入り小学校卒業までここの一座で過ごす。天王寺商業高等学校中退後、紅敦子の名で祖父、祖母と共にトリオを結成。
17歳でピンアップトリオを結成。弟子には渚ミキ・ミワが居り、ミキは後ビートたけしと結婚、コンビ解消して専業主婦。
- ピンアップ哲二(遠山雪雄)（1944年 - ）本名：藤本哲宏。

三重県伊勢市出身、大阪府立高津高等学校卒業。
堀部隆治の下でアコーディオンを学び、腹話術の川上のぼるの伴奏を経て、加入。脱退後は引退。
- 春丘花世

花世を名乗った芸人は3人いる。
- 初代

浪曲ショウ・キクタショウの菊田秀夫の妹で、秋田Kスケ（後の横山ノックとは別人）の妻だった人。
- 2代目

OSK日本歌劇団出身。
- 3代目

ピンアップ敦子の弟子。共に本名等不明。
この3人の他にも、若草花代という人物が加入していたこともある。
第2期
花世が抜け花人が加入
- 花人名（1943年9月29日 - ）本名：永原誠。

後のレツゴー長作
第3期
当初は3人とも白樺の屋号を用いたが、後に3人共ピンアップに改称
- ピンアップ栄二（1950年 - ）本名：北原栄蔵。

羽曳野市立高鷲中学校卒業。1963年にメンバー入りし同年千日劇場で初舞台。
脱退後は西川ヒノデショウに西川四郎の名で伴奏要員で参加したが、後に廃業。
第4期
栄二が抜け浩二が加入。
- ピンアップ浩二（1942年 - ）本名：山本明次。

短期間のみ活動、その後夢浩二の名で「ザ・ドリーム」に参加。
1979年より山本浩二の名で「あひる艦隊」に加入。